# Hermann Simm
Hermann Simm (* 5. September 1906 in Kukan (Kokonin heute zu Jablonec nad Nisou/Gablonz), Böhmen; † 22. November 1995 in Kaufbeuren) war ein deutscher Politiker (NPD).
Simm besuchte die Volks- und Bürgerschule, eine Kunstgewerbeschule und eine Forst- und Landwirtschaftsschule. Er legte seine Verwaltungsprüfung in Prag ab. Daraufhin war er von 1927 bis 1929 im Militär in der Tschechoslowakei.
Zum 1. November 1938 trat er der NSDAP bei. 1939 wurde er nach Deutschland eingeholt und dort zur Wehrmacht eingezogen. Er besuchte einige Militärschulen, wurde im Krieg verwundet und saß in sowjetischer Kriegsgefangenschaft. Nach seiner Entlassung wurde er nach Bayern ausgesiedelt, wo er den Betrieb seines Vaters erfolgreich wieder aufrichten konnte.
Simm zog 1966 für die NPD sowohl in den Stadtrat von Kaufbeuren als auch in den Bayerischen Landtag ein. Kurz vor seinem Ausscheiden aus dem Landtag, am 1. November 1970, verließ er die Partei.